# جف ویلیامز
جف ویلیامز (انگلیسی: Jeff Williams؛ زادهٔ c. 1963)  مدیر عملیات شرکت اپل از سال ۲۰۱۵ می باشد. وی اهل ایالات متحده آمریکا است.